# Емпресс
Емпресс (англ. Empress) — село в Канаді, у провінції Альберта, у складі спеціальної зони № 2.

## Населення
За даними перепису 2016 року, село нараховувало 135 осіб, показавши скорочення на 28,2%, порівняно з 2011-м роком. Середня густина населення становила 85,3 осіб/км².
З офіційних мов обидвома одночасно володіли 5 жителів, тільки англійською — 130. Усього 5 осіб вважали рідною мовою не одну з офіційних.
Працездатне населення становило 75 осіб (53,6% усього населення), рівень безробіття — 0% (0% серед чоловіків та 28,6% серед жінок). 53,3% осіб були найманими працівниками, а 46,7% — самозайнятими.
Середній дохід на особу становив $12 013 (медіана $12 002), при цьому для чоловіків — $12 013, а для жінок $12 013 (медіани — $12 002 та $12 002 відповідно).
21,4% мешканців мали закінчену шкільну освіту, не мали закінченої шкільної освіти — 32,1%, 46,4% мали післяшкільну освіту, з яких 15,4% мали диплом бакалавра, або вищий.
| Статево-вікова структура населення | Статево-вікова структура населення | Статево-вікова структура населення | Статево-вікова структура населення | Статево-вікова структура населення |
| ---------------------------------- | ---------------------------------- | ---------------------------------- | ---------------------------------- | ---------------------------------- |
|                                    |                                    |                                    |                                    |                                    |
| Всього                             | Всього                             | 48,1%51,9%                         |                                    |                                    |
| 0 — 14 років                       | 0 — 14 років                       |                                    | 17,9%                              | 17,9%                              |
| 15 — 64 років                      | 15 — 64 років                      |                                    | 57,1%                              | 57,1%                              |
| 65 і більше                        | 65 і більше                        |                                    | 25%                                | 25%                                |
| 85 і більше                        | 85 і більше                        |                                    | 3,6%                               | 3,6%                               |
| Середній вік (років)               | Середній вік (років)               | 45,847,4                           | 46,6                               | 46,6                               |
| Медіана (років)                    | Медіана (років)                    | 49,055,2                           | 53,2                               | 53,2                               |
| — чоловіки — жінки                 |                                    |                                    |                                    |                                    |

| Походження мешканців:     | Походження мешканців:     | Походження мешканців: | Походження мешканців: | Походження мешканців: |
| ------------------------- | ------------------------- | --------------------- | --------------------- | --------------------- |
| Походження                |                           |                       | осіб                  | %                     |
| Корінні американці        | Корінні американці        |                       | 50                    | 30.3%                 |
| Інше північноамериканське | Інше північноамериканське |                       | 45                    | 27.27%                |
| Європейське               | Європейське               |                       | 140                   | 84.85%                |
| британське                | британське                |                       | 130                   | 78.79%                |

| Зайнятість населення за галузями (за класифікацією NOC): | Зайнятість населення за галузями (за класифікацією NOC): | Зайнятість населення за галузями (за класифікацією NOC): | Зайнятість населення за галузями (за класифікацією NOC): | Зайнятість населення за галузями (за класифікацією NOC): |
| -------------------------------------------------------- | -------------------------------------------------------- | -------------------------------------------------------- | -------------------------------------------------------- | -------------------------------------------------------- |
|                                                          |                                                          |                                                          |                                                          |                                                          |
| Управління                                               | Управління                                               |                                                          | 40%                                                      | 40%                                                      |
| Бізнес, фінанси та адміністрування                       | Бізнес, фінанси та адміністрування                       |                                                          | 13,3%                                                    | 13,3%                                                    |
| Природничі та прикладні науки                            | Природничі та прикладні науки                            |                                                          | 13,3%                                                    | 13,3%                                                    |
| Освіта, правозахист, муніципальні та урядові служби      | Освіта, правозахист, муніципальні та урядові служби      |                                                          | 13,3%                                                    | 13,3%                                                    |
| Роздрібна торгівля та послуги                            | Роздрібна торгівля та послуги                            |                                                          | 13,3%                                                    | 13,3%                                                    |
| Природні ресурси, сільське господарство                  | Природні ресурси, сільське господарство                  |                                                          | 20%                                                      | 20%                                                      |

## Клімат
Середня річна температура становить 4,3°C, середня максимальна – 24,9°C, а середня мінімальна – -20,9°C. Середня річна кількість опадів – 308 мм.
| Клімат поселення                              | Клімат поселення | Клімат поселення | Клімат поселення | Клімат поселення | Клімат поселення | Клімат поселення | Клімат поселення | Клімат поселення | Клімат поселення | Клімат поселення | Клімат поселення | Клімат поселення | Клімат поселення |
| Показник                                      | Січ.             | Лют.             | Бер.             | Квіт.            | Трав.            | Черв.            | Лип.             | Серп.            | Вер.             | Жовт.            | Лист.            | Груд.            |                  |
| Середній максимум, °C                         | −6,68            | −2,38            | 4,28             | 12,42            | 19,10            | 23,76            | 24,86            | 24,60            | 18,51            | 11,87            | 2,18             | −4,84            |                  |
| Середня температура, °C                       | −13,8            | −9,52            | −2,85            | 5,30             | 11,98            | 16,64            | 19,20            | 18,94            | 12,86            | 6,22             | −3,47            | −10,5            |                  |
| Середній мінімум, °C                          | −20,92           | −16,64           | −9,96            | −1,83            | 4,84             | 9,51             | 13,55            | 13,30            | 7,22             | 0,57             | −9,12            | −16,14           |                  |
| Норма опадів, мм                              | 14               | 9                | 12               | 18               | 38               | 66               | 49               | 35               | 29               | 12               | 11               | 15               |                  |
| Середньомісячна швидкість вітру, м/с          | 4.40             | 4.24             | 4.66             | 4.80             | 4.70             | 4.30             | 3.90             | 3.85             | 4.12             | 4.40             | 4.41             | 4.29             |                  |
| Середньомісячна сонячна радіація, кДж/м²·день | 4418             | 8004             | 13102            | 17958            | 21107            | 22656            | 23519            | 19922            | 13861            | 8675             | 4785             | 3411             |                  |
| --------------------------------------------- | ---------------- | ---------------- | ---------------- | ---------------- | ---------------- | ---------------- | ---------------- | ---------------- | ---------------- | ---------------- | ---------------- | ---------------- | ---------------- |
| Джерело:                                      |                  |                  |                  |                  |                  |                  |                  |                  |                  |                  |                  |                  |                  |